# Cainiaceae
Cainiaceae J.C. Krug – rodzina grzybów z rzędu próchnilcowców (Xylariales).

## Systematyka i nazewnictwo
Pozycja w klasyfikacji według Index Fungorum
Cainiaceae, Xylariales, Xylariomycetidae, Sordariomycetes, Pezizomycotina, Ascomycota, Fungi.
Według Index Fungorum bazującego na Dictionary of the Fungi do rodziny tej należą rodzaje:
- Alishanica Karun., C.H. Kuo & K.D. Hyde 2020
- Arecophila K.D. Hyde 1996
- Atrotorquata Kohlm. & Volkm.-Kohlm. 1993
- Cainia Arx & E. Müll. 1955
- Endocalyx Berk. & Broome 1876
- Longiappendispora Mapook & K.D. Hyde 2020
- Seynesia Sacc. 1883
- Vesiculozygosporium Crous 2020[2].